# Kryptobaatar
Kryptobaatar (лат.) — род вымерших млекопитающих из семейства Djadochtatheriidae отряда многобугорчатых. Обитали во времена верхнемеловой эпохи (83,6—70,6 млн лет назад) на территории современных Китая и Монголии. 

## Биология
Kryptobaatar были мелкими прыгающими животными, похожими на современных тушканчиков. Представители рода были всеядными, кроме растительной пищи питались также мелкими рептилиями.

## Классификация
В род включают 4 вымерших вида: 
- Kryptobaatar dashzevegi Kielan-Jaworowska, 1969typus
- ? Kryptobaatar gobiensis [syn. Gobibaatar parvus Kielan-Jaworowska, 1969]
- Kryptobaatar mandahuensis Smith et al., 2001
- Kryptobaatar saichanensis (Kielan-Jaworowska & Dashzeveg, 1978) [syn. Tugrigbaatar saichaenensis (Kielan-Jaworowska & Dashzeveg, 1978)]

В 2004 году три других вида объявлены синонимами типового вида.